# منصور النجار
منصور عادل النجار (بالإنجليزية: Mansor Al-Najar)‏؛ مواليد 22 ديسمبر 1994 في مكة، السعودية، هو لاعب كرة قدم سعودي.

## مسيرة اللاعب
لعب مع نادي الوحدة ونادي القادسية ونادي الخلود ونادي جدة.

## روابط خارجية
- منصور النجار على موقع Soccerway.com (الإنجليزية)